# Bare (Rekovac)
Pour les articles homonymes, voir Bare.
Bare (en serbe cyrillique : Баре) est un village de Serbie situé dans la municipalité de Rekovac, district de Pomoravlje. Au recensement de 2011, il comptait 65 habitants.

## Démographie
| 1948 | 1953 | 1961 | 1971 | 1981 | 1991 | 2002 | 2011 |
| ---- | ---- | ---- | ---- | ---- | ---- | ---- | ---- |
| 255  | 232  | 182  | 165  | 142  | 103  | 77   | 65   |

|  |